# Việt Nam tại Đại hội Thể thao Đông Nam Á 2015
Việt Nam tham dự Đại hội Thể thao Đông Nam Á 2015 ở Singapore từ 5 đến 16 tháng 6 năm 2015.

## Vận động viên
| Bộ môn                     | Nam | Nữ  | Tổng |
| -------------------------- | --- | --- | ---- |
| Nhảy cầu                   | 3   | 4   | 7    |
| Bơi lội                    | 4   | 4   | 8    |
| Bơi đồng bộ                | 0   | 4   | 4    |
| Bắn cung                   | 8   | 8   | 16   |
| Điền kinh                  | 22  | 26  | 48   |
| Cầu lông                   | 7   | 5   | 12   |
| Bóng rổ                    | 12  | 12  | 24   |
| Billiards and snooker      | 10  | 2   | 12   |
| Bowling                    | 5   | 4   | 9    |
| Boxing                     | 6   | 4   | 10   |
| Canoeing                   | 5   | 6   | 11   |
| Đua xe đạp                 | 6   | 2   | 8    |
| Đấu kiếm                   | 12  | 12  | 24   |
| Bóng đá                    | 30  | 0   | 30   |
| Golf                       | 2   | 3   | 5    |
| Thể dục dung cụ–nghệ thuật | 6   | 4   | 10   |
| Thể dục dung cụ–nhịp điệu  | 0   | 2   | 2    |
| Judo                       | 5   | 5   | 10   |
| Pencak silat               | 10  | 6   | 16   |
| Pétanque                   | 4   | 4   | 8    |
| Đua thuyền                 | 12  | 9   | 21   |
| Cầu mây                    | 0   | 8   | 8    |
| Bắn súng                   | 14  | 11  | 25   |
| Bóng bàn                   | 5   | 5   | 10   |
| Taekwondo                  | 7   | 7   | 14   |
| Quần vợt                   | 5   | 5   | 10   |
| Bóng chuyền                | 12  | 12  | 24   |
| Wushu                      | 8   | 6   | 14   |
| Tổng                       | 220 | 180 | 400  |

## Tóm tắt huy chương

### Huy chương theo bộ môn
| Điền kinh             | 11 | 15 | 8  | 34  |
| Bơi lội               | 10 | 2  | 4  | 16  |
| Thể dục dung cụ       | 9  | 4  | 4  | 17  |
| Đua thuyền            | 8  | 4  | 1  | 13  |
| Đấu kiếm              | 8  | 2  | 1  | 11  |
| Taekwondo             | 5  | 3  | 0  | 8   |
| Wushu                 | 4  | 4  | 3  | 11  |
| Bắn súng              | 4  | 1  | 5  | 10  |
| Pencak silat          | 3  | 5  | 2  | 10  |
| Boxing                | 3  | 1  | 2  | 6   |
| Bắn cung              | 2  | 1  | 2  | 5   |
| Judo                  | 2  | 0  | 6  | 8   |
| Billiards and snooker | 1  | 3  | 3  | 7   |
| Đua xe đạp            | 1  | 3  | 1  | 5   |
| Bi sắt                | 1  | 2  | 4  | 7   |
| Canoeing              | 1  | 0  | 4  | 5   |
| Bóng chuyền           | 0  | 2  | 0  | 2   |
| Bóng bàn              | 0  | 1  | 5  | 2   |
| Cầu mây               | 0  | 0  | 2  | 2   |
| Nhảy cầu              | 0  | 0  | 1  | 1   |
| Bóng đá               | 0  | 0  | 1  | 1   |
| Cầu lông              | 0  | 0  | 1  | 1   |
| Tổng cộng             | 73 | 53 | 60 | 186 |

### Huy chương theo ngày
| Huy chương theo ngày | Huy chương theo ngày | Huy chương theo ngày | Huy chương theo ngày | Huy chương theo ngày | Huy chương theo ngày |
| Số ngày              | Ngày                 | 1                    | 2                    | 3                    | Tổng                 |
| -------------------- | -------------------- | -------------------- | -------------------- | -------------------- | -------------------- |
| –3                   | 2 tháng 6            | 0                    | 0                    | 1                    | 1                    |
| –2                   | 3 tháng 6            | 2                    | 0                    | 2                    | 4                    |
| –1                   | 4 tháng 6            | 2                    | 1                    | 2                    | 5                    |
| 0                    | 5 tháng 6            | 0                    | 0                    | 0                    | 0                    |
| 1                    | 6 tháng 6            | 9                    | 2                    | 6                    | 17                   |
| 2                    | 7 tháng 6            | 8                    | 5                    | 9                    | 23                   |
| 3                    | 8 tháng 6            | 5                    | 5                    | 10                   | 20                   |
| 4                    | 9 tháng 6            | 7                    | 3                    | 8                    | 18                   |
| 5                    | 10 tháng 6           | 15                   | 7                    | 6                    | 28                   |
| 6                    | 11 tháng 6           | 9                    | 8                    | 6                    | 13                   |
| 7                    | 12 tháng 6           | 5                    | 10                   | 0                    | 15                   |
| 8                    | 13 tháng 6           | 3                    | 1                    | 3                    | 7                    |
| 9                    | 14 tháng 6           | 8                    | 9                    | 1                    | 18                   |
| 10                   | 15 tháng 6           | 0                    | 1                    | 4                    | 5                    |
| 11                   | 16 tháng 6           | 0                    | 1                    | 0                    | 0                    |
| Tổng                 | Tổng                 | 73                   | 53                   | 60                   | 186                  |

### Danh sách huy chương
| Huy chương | Tên                                                                   | Môn thể thao         | Nội dung                           | Ngày                |
| ---------- | --------------------------------------------------------------------- | -------------------- | ---------------------------------- | ------------------- |
| Vàng       | Nguyễn Tiến Nhật                                                      | Đấu kiếm             | Kiếm 3 cạnh nam                    | 3 tháng 6 năm 2015  |
| Vàng       | Vũ Thành An                                                           | Đấu kiếm             | Kiếm chém nam                      | 3 tháng 6 năm 2015  |
| Vàng       | Trần Thị Len                                                          | Đấu kiếm             | Kiếm 3 cạnh nữ                     | 4 tháng 6 năm 2015  |
| Vàng       | Nguyễn Thị Lệ Dung                                                    | Đấu kiếm             | Kiếm chém nữ                       | 4 tháng 6 năm 2015  |
| Vàng       | Đồng đội nam                                                          | Thể dục dụng cụ      | Đồng đội nam                       | 6 tháng 6 năm 2015  |
| Vàng       | Nguyễn Thị Thanh Phúc                                                 | Điền kinh            | Đi bộ 20km nữ                      | 6 tháng 6 năm 2015  |
| Vàng       | Đồng đội nam                                                          | Đấu kiếm             | Đồng đội nam                       | 6 tháng 6 năm 2015  |
| Vàng       | Hoàng Quý Phước                                                       | Bơi lội              | 200m bơi tự do nam                 | 6 tháng 6 năm 2015  |
| Vàng       | Nguyễn Thị Ánh Viên                                                   | Bơi lội              | 800m tự do nữ                      | 6 tháng 6 năm 2015  |
| Vàng       | Nguyễn Thị Thi                                                        | Bi sắt               | Đơn nữ                             | 6 tháng 6 năm 2015  |
| Vàng       | Nguyễn Thị Thanh Thủy                                                 | Judo                 | Nữ hạng 52kg                       | 6 tháng 6 năm 2015  |
| Vàng       | Nguyễn Thị Ánh Viên                                                   | Bơi lội              | 400m hỗn hợp nữ                    | 6 tháng 6 năm 2015  |
| Vàng       | Đồng đội nam                                                          | Đấu kiếm             | Kiếm 3 cạnh đồng đội nam           | 6 tháng 6 năm 2015  |
| Vàng       | Nguyễn Thị Thi                                                        | Bi sắt               | Đơn nữ                             | 6 tháng 6 năm 2015  |
| Vàng       | Đồng đội nam                                                          | Bắn súng             | 10m súng trường đồng đội nam       | 6 tháng 6 năm 2015  |
| Vàng       | Đồng đội nam                                                          | Đấu kiếm             | Kiếm 3 cạnh đồng đội nam           | 6 tháng 6 năm 2015  |
| Vàng       | Đồng đội nữ                                                           | Đấu kiếm             | Kiếm 3 cạnh đồng đội nữ            | 7 tháng 6 năm 2015  |
| Vàng       | Đồng đội nam                                                          | Bắn súng             | 10m súng hơi ngắn đồng đội nam     | 7 tháng 6 năm 2015  |
| Vàng       | Trần Quốc Cường                                                       | Bắn súng             | 10m súng hơi ngắn cá nhân nam      | 7 tháng 6 năm 2015  |
| Vàng       | Dương Thúy Vi                                                         | Wushu                | Thái cực kiếm nữ                   | 7 tháng 6 năm 2015  |
| Vàng       | Nguyễn Thị Ánh Viên                                                   | Bơi lội              | 200m ngửa nữ                       | 7 tháng 6 năm 2015  |
| Vàng       | Nguyễn Thị Ánh Viên                                                   | Bơi lội              | 200m hỗn hợp nữ                    | 7 tháng 6 năm 2015  |
| Vàng       | Nguyễn Thị Như Ý                                                      | Judo                 | Nữ hạng 70-78kg                    | 7 tháng 6 năm 2015  |
| Vàng       | Đinh Phương Thành                                                     | Thể dục dụng cụ      | Toàn năng cá nhân nam              | 8 tháng 6 năm 2015  |
| Vàng       | Trần Xuân Hiệp                                                        | Wushu                | Đao thuật nam                      | 8 tháng 6 năm 2015  |
| Vàng       | Phan Thị Hà Thanh                                                     | Thể dục dụng cụ      | Toàn năng cá nhân nữ               | 8 tháng 6 năm 2015  |
| Vàng       | Hoàng Văn Cao                                                         | Wushu                | Tán thủ dưới 60kg nam              | 8 tháng 6 năm 2015  |
| Vàng       | Nguyễn Văn Tài                                                        | Wushu                | Tán thủ dưới 65kg nam              | 8 tháng 6 năm 2015  |
| Vàng       | Nguyễn Thị Ánh Viên                                                   | Bơi lội              | 200m bướm nữ                       | 9 tháng 6 năm 2015  |
| Vàng       | Nguyễn Thị Ánh Viên                                                   | Bơi lội              | 200m tự do nữ                      | 9 tháng 6 năm 2015  |
| Vàng       | Nguyễn Văn Lai                                                        | Điền kinh            | Chạy 5000m nam                     | 9 tháng 6 năm 2015  |
| Vàng       | Trần Phi Hùng                                                         | Billards and Snooker | Carom một băng                     | 9 tháng 6 năm 2015  |
| Vàng       | Trương Thị Phương                                                     | Canoeing             | C1 - 200m                          | 9 tháng 6 năm 2015  |
| Vàng       | Đặng Nam                                                              | Thể dục dụng cụ      | Vòng treo                          | 9 tháng 6 năm 2015  |
| Vàng       | Phan Thị Hà Thanh                                                     | Thể dục dụng cụ      | Cầu thăng bằng                     | 9 tháng 6 năm 2015  |
| Vàng       | Lê Thị Bằng                                                           | Boxing               | Hạng gà 54kg nữ                    | 10 tháng 6 năm 2015 |
| Vàng       | Nguyễn Thị Yến                                                        | Boxing               | Hạng lông 51kg nữ                  | 10 tháng 6 năm 2015 |
| Vàng       | Đinh Phương Thành                                                     | Thể dục dụng cụ      | Xà kép nam                         | 10 tháng 6 năm 2015 |
| Vàng       | Lê Thanh Tùng                                                         | Thể dục dụng cụ      | Nhảy chống                         | 10 tháng 6 năm 2015 |
| Vàng       | Phan Thị Hà Thanh                                                     | Thể dục dụng cụ      | Cầu thăng bằng                     | 10 tháng 6 năm 2015 |
| Vàng       | Nguyễn Thị Huyền                                                      | Điền kinh            | Chạy 400m rào nữ                   | 10 tháng 6 năm 2015 |
| Vàng       | Nguyễn Văn Huệ                                                        | Điền kinh            | 10 môn phối hợp                    | 10 tháng 6 năm 2015 |
| Vàng       | Đỗ Thị Thảo                                                           | Điền kinh            | Chạy 800m nữ                       | 10 tháng 6 năm 2015 |
| Vàng       | Dương Văn Thái                                                        | Điền kinh            | Chạy 800m nam                      | 10 tháng 6 năm 2015 |
| Vàng       | Trương Đình Hoàng                                                     | Boxing               | Hạng 75kg nam                      | 10 tháng 6 năm 2015 |
| Vàng       | Hoàng Quang Trung                                                     | Pencak silat         | Biểu diễn                          | 10 tháng 6 năm 2015 |
| Vàng       | Lê Trọng Hinh                                                         | Điền kinh            | Chạy 200m nam                      | 10 tháng 6 năm 2015 |
| Vàng       | Lâm Quang Nhật                                                        | Bơi lội              | 1500m nam                          | 10 tháng 6 năm 2015 |
| Vàng       | Nguyễn Thị Ánh Viên                                                   | Bơi lội              | 400m tự do nữ                      | 10 tháng 6 năm 2015 |
| Vàng       | Nguyễn Văn Linh                                                       | Đua thuyền           | 500m cá nhân nam                   | 11 tháng 6 năm 2015 |
| Vàng       | Phạm Thị Thảo Tạ Thanh Huyền                                          | Đua thuyền           | 500m đôi nữ hạng nhẹ               | 11 tháng 6 năm 2015 |
| Vàng       | Lê Thị An Phạm Thị Huệ                                                | Đua thuyền           | Đôi nữ                             | 11 tháng 6 năm 2015 |
| Vàng       | Đàm Văn Hiếu Nguyễn Đình Huy                                          | Đua thuyền           | Đôi nam                            | 11 tháng 6 năm 2015 |
| Vàng       | Hoàng Xuân Vinh                                                       | Bắn súng             | 50m súng ngắn hơi nam              | 11 tháng 6 năm 2015 |
| Vàng       | Đỗ Thị Thảo                                                           | Điền kinh            | Chạy 1500m nữ                      | 11 tháng 6 năm 2015 |
| Vàng       | Dương Văn Thái                                                        | Điền kinh            | Chạy 1500m nam                     | 11 tháng 6 năm 2015 |
| Vàng       | Đồng đội nữ                                                           | Điền kinh            | Chạy 4x400m tiếp sức nữ            | 11 tháng 6 năm 2015 |
| Vàng       | Nguyễn Thị Ánh Viên                                                   | Bơi lội              | 200 mét bơi ếch nữ                 | 11 tháng 6 năm 2015 |
| Vàng       | Nguyễn Minh Tú Nguyễn Minh Văn                                        | Taekwondo            | Biểu diễn quyền Taebak và ShipJin  | 12 tháng 6 năm 2015 |
| Vàng       | Châu Tuyết Vân Nguyễn Thị Lệ Kim Nguyễn Thụy Xuân Linh                | Taekwondo            | Biểu diễn quyền số 2               | 12 tháng 6 năm 2015 |
| Vàng       | Lê Nghĩa                                                              | Bắn súng             | Bắn đĩa bay                        | 12 tháng 6 năm 2015 |
| Vàng       | Nguyễn Thị Huyền                                                      | Điền kinh            | Chạy 400m nữ                       | 12 tháng 6 năm 2015 |
| Vàng       | Trương Thị Kim Tuyền                                                  | Taekwondo            | Hạng dưới 46kg nữ                  | 12 tháng 6 năm 2015 |
| Vàng       | Nguyễn Thị Thật                                                       | Đua xe đạp           | Đường trường nữ                    | 13 tháng 6 năm 2015 |
| Vàng       | Nguyễn Thị Quyền Trang Lộc Thị Đào Lê Thị Thu Hiền                    | Bắn cung             | 1 dây đồng đội nữ                  | 13 tháng 6 năm 2015 |
| Vàng       | Nguyễn Văn Duy                                                        | Taekwondo            | Hạng dưới 58kg nam                 | 13 tháng 6 năm 2015 |
| Vàng       | Nguyễn Văn Linh                                                       | Đua thuyền           | 1000m thuyền nhẹ cá nhân nam       | 14 tháng 6 năm 2015 |
| Vàng       | Diệp Ngọc Vũ Minh                                                     | Pencak silat         | Hạng dưới 50kg nam                 | 14 tháng 6 năm 2015 |
| Vàng       | Lê Thị An Phạm Thị Huệ                                                | Đua thuyền           | 1000m thuyền đôi nữ                | 14 tháng 6 năm 2015 |
| Vàng       | Tạ Thanh Huyền Phạm Thị Thảo                                          | Đua thuyền           | 1000m thuyền nhẹ đôi nữ            | 14 tháng 6 năm 2015 |
| Vàng       | Cao Thị Hào Phạm Thị Huệ Trần Thị An Nguyễn Thị Trinh                 | Đua thuyền           | Thuyền nhẹ 4 nữ                    | 14 tháng 6 năm 2015 |
| Vàng       | Hoàng Thị Loan                                                        | Pencak silat         | Hạng dưới 60kg nữ                  | 14 tháng 6 năm 2015 |
| Vàng       | Nguyễn Tiến Cương                                                     | Bắn cung             | Cung 3 dây nam                     | 14 tháng 6 năm 2015 |
| Vàng       | Hà Thị Nguyên                                                         | Taekwondo            | Hạng dưới 62kg nữ                  | 14 tháng 6 năm 2015 |
| Bạc        | Nguyễn Minh Quang                                                     | Đấu kiếm             | Kiếm liễu nam                      | 4 tháng 6 năm 2015  |
| Bạc        | Võ Xuân Vinh                                                          | Điền kinh            | Đi bộ 20km nam                     | 6 tháng 6 năm 2015  |
| Bạc        | Đồng đội nữ                                                           | Đấu kiếm             | Kiếm liễu đồng đội nữ              | 6 tháng 6 năm 2015  |
| Bạc        | Trần Thị Minh Huyền                                                   | Wushu                | Thái cực quyền nữ                  | 7 tháng 6 năm 2015  |
| Bạc        | Trần Xuân Hiệp                                                        | Wushu                | Côn thuật nam                      | 7 tháng 6 năm 2015  |
| Bạc        | Nguyễn Thanh Bình                                                     | Billards and Snooker | Anh 500                            | 7 tháng 6 năm 2015  |
| Bạc        | Đỗ Hoàng Quân Nguyễn Anh Tuấn                                         | Billards and Snooker | Pool 9 bi đôi nam                  | 7 tháng 6 năm 2015  |
| Bạc        | Phạm Quốc Khánh                                                       | Wushu                | Biểu diễn nam quyền và nam côn nam | 7 tháng 6 năm 2015  |
| Bạc        | Phạm Phước Hưng                                                       | Thể dục dụng cụ      | Toàn năng cá nhân nam              | 8 tháng 6 năm 2015  |
| Bạc        | Trần Duy Khôi                                                         | Bơi lội              | 200m ngửa nam                      | 8 tháng 6 năm 2015  |
| Bạc        | Nguyễn Thị Ánh Viên                                                   | Bơi lội              | 100m tự do nữ                      | 8 tháng 6 năm 2015  |
| Bạc        | Đồng đội nam                                                          | Bóng bàn             | Đồng đội nam                       | 8 tháng 6 năm 2015  |
| Bạc        | Mã Minh Cẩm                                                           | Billards and Snooker | Carom một băng                     | 9 tháng 6 năm 2015  |
| Bạc        | Phạm Phước Hưng                                                       | Thể dục dụng cụ      | Vòng treo                          | 9 tháng 6 năm 2015  |
| Bạc        | Ngô Thị Huyền Trân Trần Thạch Lam                                     | Bi sắt               | Đôi nam nữ                         | 9 tháng 6 năm 2015  |
| Bạc        | Hoàng Cường                                                           | Thể dục dụng cụ      | Nhảy chống                         | 10 tháng 6 năm 2015 |
| Bạc        | Đỗ Thị Vân Anh                                                        | Thể dục dụng cụ      | Cầu thăng bằng                     | 10 tháng 6 năm 2015 |
| Bạc        | Quách Công Lịch                                                       | Điền kinh            | Chạy 400m rào nam                  | 10 tháng 6 năm 2015 |
| Bạc        | Nguyễn Văn Hải                                                        | Boxing               | Hạng 60kg nam                      | 10 tháng 6 năm 2015 |
| Bạc        | Nguyễn Văn Tuấn Nguyễn Văn Đức                                        | Đua thuyền           | 500m đôi nam hạng nhẹ              | 11 tháng 6 năm 2015 |
| Bạc        | Đồng đội nam                                                          | Bắn súng             | 50m súng ngắn đồng đội nam         | 11 tháng 6 năm 2015 |
| Bạc        | Trần Ngọc Đức Phạm Minh Chính Trần Đặng Dung Trần Quang Tùng          | Đua thuyền           | 4 người nam                        | 11 tháng 6 năm 2015 |
| Bạc        | Nguyễn Thị Phương                                                     | Điền kinh            | Chạy 1500m nữ                      | 11 tháng 6 năm 2015 |
| Bạc        | Phạm Thị Huệ                                                          | Điền kinh            | Chạy 10000m nữ                     | 11 tháng 6 năm 2015 |
| Bạc        | Ngô Thị Huyền Trân Nguyễn Thị Thi                                     | Bi sắt               | Đôi nữ                             | 11 tháng 6 năm 2015 |
| Bạc        | Đào Văn Thủy                                                          | Điền kinh            | Nhảy cao nam                       | 11 tháng 6 năm 2015 |
| Bạc        | Trần Huệ Hoa                                                          | Điền kinh            | Nhảy ba bước nữ                    | 11 tháng 6 năm 2015 |
| Bạc        | Nguyễn Thị Thật                                                       | Đua xe đạp           | Cá nhân nữ tính điểm               | 12 tháng 6 năm 2015 |
| Bạc        | Lê Văn Duẩn                                                           | Đua xe đạp           | Cá nhân nam tính điểm              | 12 tháng 6 năm 2015 |
| Bạc        | Quách Thị Lan                                                         | Điền kinh            | Chạy 400m nữ                       | 12 tháng 6 năm 2015 |
| Bạc        | Quách Công Lịch                                                       | Điền kinh            | Chạy 400m nam                      | 12 tháng 6 năm 2015 |
| Bạc        | Nguyễn Thị Phương                                                     | Điền kinh            | Chạy 300m rào nữ                   | 12 tháng 6 năm 2015 |
| Bạc        | Phạm Tiến Sản                                                         | Điền kinh            | Chạy 3000m rào nam                 | 12 tháng 6 năm 2015 |
| Bạc        | Đồng đội nữ                                                           | Bắn cung             | Toàn năng cá nhân nữ               | 13 tháng 6 năm 2015 |
| Bạc        | Lộc Thị Đào                                                           | Điền kinh            | Chạy 4x100m tiếp sức nữ            | 13 tháng 6 năm 2015 |
| Bạc        | Nguyễn Văn Tuấn Nguyễn Văn Đức                                        | Đua thuyền           | 1000m thuyền đôi nam               | 14 tháng 6 năm 2015 |
| Bạc        | Đàm Văn Hiếu Nguyễn Đình Huy                                          | Đua thuyền           | 1000m thuyền nhẹ đôi nam           | 14 tháng 6 năm 2015 |
| Bạc        | Lê Văn Duẩn                                                           | Đua xe đạp           | Đường trường nam                   | 14 tháng 6 năm 2015 |
| Bạc        | Nguyễn Nguyên Thái Linh                                               | Pencak silat         | Hạng dưới 65kg nam                 | 14 tháng 6 năm 2015 |
| Bạc        | Nguyễn Thị Yến                                                        | Pencak silat         | Hạng dưới 65kg nữ                  | 14 tháng 6 năm 2015 |
| Bạc        | Vũ Văn Hoàng                                                          | Pencak silat         | Hạng dưới 70kg kg                  | 14 tháng 6 năm 2015 |
| Bạc        | Trần Đình Nam                                                         | Pencak silat         | Hạng dưới 75kg nam                 | 14 tháng 6 năm 2015 |
| Bạc        | Phan Trung Đức                                                        | Taekwondo            | Hạng dưới 60kg nam                 | 14 tháng 6 năm 2015 |
| Bạc        | Phạm Thị Thu Hiền                                                     | Taekwondo            | Hạng dưới 57kg nữ                  | 14 tháng 6 năm 2015 |
| Bạc        | Đội tuyển bóng chuyền nữ                                              | Bóng chuyền          | Nữ                                 | 15 tháng 6 năm 2015 |
| Bạc        | Đội tuyển bóng chuyền nam                                             | Bóng chuyền          | Nam                                | 16 tháng 6 năm 2015 |
| Đồng       | Nguyễn Thị Hoài Thu                                                   | Đấu kiếm             | Kiếm liễu nữ                       | 3 tháng 6 năm 2015  |
| Đồng       | Trần Tuấn Quỳnh Nguyễn Anh Tú                                         | Bóng bàn             | Đôi nam                            | 2 tháng 6 năm 2015  |
| Đồng       | Đinh Quang Linh Mai Hoàng Mỹ Trang                                    | Bóng bàn             | Đôi nam nữ                         | 3 tháng 6 năm 2015  |
| Đồng       | Nguyễn Thị Nga                                                        | Bóng bàn             | Đơn nữ                             | 4 tháng 6 năm 2015  |
| Đồng       | Mai Hoàng Mỹ Trang                                                    | Bóng bàn             | Đơn nữ                             | 4 tháng 6 năm 2015  |
| Đồng       | Đồng đội nam                                                          | Bắn súng             | 10m súng trường đồng đội nam       | 6 tháng 6 năm 2015  |
| Đồng       | Phan Thị Bích Hà                                                      | Điền kinh            | Đi bộ 20km nữ                      | 6 tháng 6 năm 2015  |
| Đồng       | Bùi Minh Quân                                                         | Judo                 | Hạng 73-81kg nam                   | 6 tháng 6 năm 2015  |
| Đồng       | Nguyễn Thị Thanh Trâm                                                 | Judo                 | Hạng 52-57kg nữ                    | 6 tháng 6 năm 2015  |
| Đồng       | Trần Xuân Hiệp                                                        | Wushu                | Trường quyền nam                   | 6 tháng 6 năm 2015  |
| Đồng       | Trần Duy Khôi                                                         | Bơi lội              | 100m ngửa nam                      | 6 tháng 6 năm 2015  |
| Đồng       | Hoàng Thị Thanh                                                       | Điền kinh            | Chạy marathon nữ                   | 7 tháng 6 năm 2015  |
| Đồng       | Hoàng Nguyên Thanh                                                    | Điền kinh            | Chạy marathon nam                  | 7 tháng 6 năm 2015  |
| Đồng       | Hoàng Xuân Vinh                                                       | Bắn súng             | 10m súng hơi nam                   | 7 tháng 6 năm 2015  |
| Đồng       | Nguyễn Minh Châu                                                      | Bắn súng             | 10m súng hơi ngắn cá nhân nữ       | 7 tháng 6 năm 2015  |
| Đồng       | Nguyễn Thị Hương                                                      | Judo                 | Hạng 63kg nữ                       | 7 tháng 6 năm 2015  |
| Đồng       | Đặng Hào                                                              | Judo                 | Hạng 90-100kg nam                  | 7 tháng 6 năm 2015  |
| Đồng       | Trần Thương                                                           | Judo                 | Hạng 81-90kg nam                   | 7 tháng 6 năm 2015  |
| Đồng       | Hoàng Quý Phước                                                       | Bơi lội              | 100m tự do nam                     | 7 tháng 6 năm 2015  |
| Đồng       | Dương Thúy Vi                                                         | Wushu                | Trường quyền nữ                    | 7 tháng 6 năm 2015  |
| Đồng       | Ngô Ron                                                               | Bi sắt               | Đơn nam                            | 8 tháng 6 năm 2015  |
| Đồng       | Vũ Thị Linh                                                           | Canoeing             | K1-500m nữ                         | 8 tháng 6 năm 2015  |
| Đồng       | Nguyễn Thị Hải Yến Đỗ Thị Thanh Thảo Mã Thị Tuyết Dương Thị Bích Loan | Canoeing             | K4-500m nữ                         | 8 tháng 6 năm 2015  |
| Đồng       | Hoàng Lê Thanh Thủy Ngô Phương Mai                                    | Nhảy cầu             | cầu mềm 3m đôi nữ                  | 8 tháng 6 năm 2015  |
| Đồng       | Đồng đội nữ                                                           | Bóng bàn             | Đồng đội nữ                        | 8 tháng 6 năm 2015  |
| Đồng       | Nguyễn Mạnh Quyền                                                     | Wushu                | Đao thuật nam                      | 8 tháng 6 năm 2015  |
| Đồng       | Nguyễn Thị Ánh Viên                                                   | Bơi lội              | 50m ngửa nữ                        | 8 tháng 6 năm 2015  |
| Đồng       | Huỳnh Ngọc Tân                                                        | Boxing               | Hạng 46-49kg nam                   | 8 tháng 6 năm 2015  |
| Đồng       | Lê Thị Ngọc Anh                                                       | Boxing               | Hạng 45-48kg nữ                    | 8 tháng 6 năm 2015  |
| Đồng       | Trần Thúy Duy                                                         | Judo                 | Hạng trên 78kg nữ                  | 8 tháng 6 năm 2015  |
| Đồng       | Trần Duy Khôi                                                         | Bơi lội              | 400m hỗn hợp nam                   | 9 tháng 6 năm 2015  |
| Đồng       | Nguyễn Văn Hùng                                                       | Điền kinh            | Nhảy 3 bước nam                    | 9 tháng 6 năm 2015  |
| Đồng       | Đỗ Hoàng Quân                                                         | Billards and Snooker | Pool 9 bi cá nhân nam              | 9 tháng 6 năm 2015  |
| Đồng       | Nguyễn Thanh Bình Nguyễn Trung Kiên                                   | Billards and Snooker | Billards Anh đôi nam               | 9 tháng 6 năm 2015  |
| Đồng       | Đỗ Thị Thanh Thảo                                                     | Canoeing             | K1-200m nữ                         | 9 tháng 6 năm 2015  |
| Đồng       | Đỗ Thị Thanh Thảo Vũ Thị Linh                                         | Canoeing             | K2-200m nữ                         | 9 tháng 6 năm 2015  |
| Đồng       | Phạm Phước Hưng                                                       | Thể dục dụng cụ      | Thể dục nhịp điệu nam              | 9 tháng 6 năm 2015  |
| Đồng       | Lê Thanh Tùng                                                         | Thể dục dụng cụ      | Nhảy ngựa                          | 9 tháng 6 năm 2015  |
| Đồng       | Nguyễn Thanh Bình Nguyễn Trung Kiên Phạm Hoài Nam                     | Billards and Snooker | Billards Anh đồng đội nam          | 10 tháng 6 năm 2015 |
| Đồng       | Phạm Phước Hưng                                                       | Thể dục dụng cụ      | Xà kép nam                         | 10 tháng 6 năm 2015 |
| Đồng       | Phan Thị Hà Thanh                                                     | Thể dục dụng cụ      | Thể dục tự do                      | 10 tháng 6 năm 2015 |
| Đồng       | Đồng đội nữ                                                           | Bắn súng             | 25m súng ngắn đồng đội nữ          | 11 tháng 6 năm 2015 |
| Đồng       | Ngô Ron Trần Thạch Lam                                                | Bi sắt               | Đôi nam                            | 11 tháng 6 năm 2015 |
| Đồng       | Trần Thị Yến Hoa                                                      | Điền kinh            | 100m vượt rào nữ                   | 11 tháng 6 năm 2015 |
| Đồng       | Đồng đội nam                                                          | Điền kinh            | Chạy 4x400m tiếp sức nam           | 11 tháng 6 năm 2015 |
| Đồng       | Lộc Thị Đào Đào Trọng Kiên                                            | Bắn cung             | Đồng đội nam                       | 13 tháng 6 năm 2015 |
| Đồng       | Lê Thị Thu Mai Mai Hữu Phước Trần Thạch Lam                           | Bi sắt               | Phối hợp                           | 13 tháng 6 năm 2015 |
| Đồng       | Đồng đội nữ                                                           | Cầu mây              | Đồng đội nữ                        | 13 tháng 6 năm 2015 |
| Đồng       | Lê Thị Thu Hiền                                                       | Bắn cung             | Toàn năng cá nhân nữ               | 13 tháng 6 năm 2015 |
| Đồng       | Trần Quang Tùng Trần Ngọc Đức Trần Đặng Dũng Phạm Minh Chính          | Đua thuyền           | Thuyền nhẹ 4 nam                   | 14 tháng 6 năm 2015 |
| Đồng       | Nguyễn Thị Quyên Trần Thị Việt Mỹ Hoàng Thị Hoa                       | Cầu mây              | 3 nữ                               | 15 tháng 6 năm 2015 |
| Đồng       | Vũ Thị Trang                                                          | Cầu lông             | Đơn nữ                             | 15 tháng 6 năm 2015 |
| Đồng       | Đội tuyển bóng đá nam                                                 | Bóng đá              | Bóng đá nam                        | 15 tháng 6 năm 2015 |
| Đồng       | Đồng đội nữ                                                           | Bi sắt               | Đồng đội nữ                        | 15 tháng 6 năm 2015 |

### Danh sách các vận động viên giành huy chương
| Tên                 | Môn thể thao    | Vàng | Bạc | Đồng | Tỏng cộng |
| Nguyễn Thị Ánh Viên | Bơi lội         | 8    | 1   | 1    | 10        |
| Phan Thị Hà Thanh   | Thể dục dụng cụ | 3    | 0   | 1    | 4         |
| Đinh Phương Thành   | Thể dục dụng cụ | 3    | 0   | 0    | 3         |
| Dương Văn Thái      | Điền kinh       | 2    | 0   | 0    | 2         |
| Đỗ Thị Thảo         | Điền kinh       | 2    | 0   | 0    | 2         |
| Dương Thúy Vi       | Wushu           | 1    | 1   | 1    | 3         |
| Trần Xuân Hiệp      | Wushu           | 1    | 1   | 1    | 3         |
| Hoàng Xuân Vinh     | Bắn súng        | 1    | 0   | 1    | 2         |
| Phạm Phước Hưng     | Thể dục dụng cụ | 0    | 2   | 2    | 4         |

## Liên kết
- 28th Seagames 2015 Singapore (tiếng Anh)